# Harveya comorensis
Harveya comorensis är en snyltrotsväxtart som beskrevs av Wilhelm Vatke. Harveya comorensis ingår i släktet Harveya och familjen snyltrotsväxter. Inga underarter finns listade i Catalogue of Life.